# Sabbatianer
Der Begriff Sabbatianer (auch Sabbatisten oder Sabbatarier) bezeichnet verschiedene christliche Glaubens- und Sondergemeinschaften, die den Sabbat einhielten oder einhalten.

## Historische Gruppen

### Mährische Sabbater
Um 1528 gründete Oswald Glait, Schüler des Täuferführers Hans Hut, in Mähren und Schlesien die Gruppe der Sabbater, die den Sabbat als Zeichen für die Verheißung des „Weltensabbats“ – des letzten erwarteten Äons – rituell einhielt. Glait lehrte mit Bezug auf Heb 4  und Ex 31,16 f. , das Sabbatgebot sei bleibend gültig, da die Gläubigen erst nach Jesu Wiederkunft zur Ruhe Gottes gelangten. Durch seine Einhaltung werde man „versiegelt“ und bewahrt, um im Endgericht zu bestehen. Die Gruppe wollte also ihre künftige Erwählung antizipieren und ständig aktualisieren. Der Täufer Andreas Fischer löste Glait nach 1532 als Gruppenführer ab. Bis 1573 existierten mehrere Untergruppen in Mähren. Gegen sie verfasste Martin Luther 1538 die Schrift Wider die Sabbather, in der er die Lehre Glaits auf jüdische Propaganda zurückführte. Diese ist jedoch nicht nachweisbar.

### Siebenbürgische Sabbatharier
Zum judenchristlichen Typ gehörte eine 1588 gegründete Gruppe um den ehemaligen Unitarier Andreas Eössi in Siebenbürgen. Er forderte die Einhaltung des Sabbats, der übrigen jüdischen Feste und Speisegebote für Christen, nicht aber die Beschneidung. Denn Christus habe die Tora nicht aufheben, sondern die Heiden zu ihr führen wollen. Bis zu seiner Wiederkunft gelten daher die in der Tora genannten Bedingungen für die Erfüllung der prophetischen Verheißungen weiter. Diese Lehre setzte Eössis Schüler Simon Péchi ab 1621 fort und verbreitete sie auch im höheren Adel. Fürst Gabriel Bethlen erlaubte der Gruppe zu missionieren. 1638 trennten sich die Unitarier dieser Gegend von den Sabbathariern; letztere wurden daraufhin oft verurteilt oder konvertierten zum Schein zu den Reformierten.
Einige dieser Sabbatharier hielten sich, obgleich verfolgt, bis ins 19. Jahrhundert und wurden auch als Seelenjuden bezeichnet. Eines ihrer Zentren war der Ort Székelykeresztúr. Der letzte Rest der Gemeinschaft, die damals noch etwa 30 Familien umfasste, trat 1868 vollständig zum Judentum über. Eine der letzten sabbatharischen Gemeinden in Siebenbürgen befand sich in Bözödújfalu (deutsch Neudorf, rumänisch Bezidu Nou). Die im Nationalsozialismus verfolgte Gemeinde verlor ihr Zentrum endgültig, als Bözödújfalu in den letzten Jahren des kommunistischen Ceaușescu-Regimes einem Stausee weichen musste. Die letzten überlebenden Nachfolger der Siebenbürger Sabbatharier wurden im Holocaust ermordet.

### Russische Subbotniki
Um 1640 traten in Russland die Subbotniki oder Sabbatniki auf. Sie übernahmen Einflüsse des jüdischen Humanismus und der Kabbala, bestritten Jesu Gottsein und Auferstehung, verwarfen die Verehrung von Ikonen, feierten das Pessach und befolgten die Toragebote, zunächst ohne Beschneidung. Wie die Juden erwarteten sie die Ankunft des Messias, wenn alle Menschen die Tora ganz halten. Ab 1760 wurden einige Teil der Molokanen, die die russisch-orthodoxe Kirche ablehnten, und hielten darin weiter den Sabbat.

### Siebentägner-Tunker
Im 18. Jahrhundert gründete sich in Nordamerika die Gruppe der Siebentägner-Tunker, die sich zuvor unter der Führung von Johann Conrad Beissel von der täuferisch-pietistischen Bewegung der Tunker (auch Schwarzenau Brethren) getrennt hatte. Die Siebentägner-Tunker gründeten 1732 das Ephrata Cloister. Reste der Gruppe schlossen sich im 19. Jahrhundert den Siebenten-Tags-Baptisten an.

### Creglinger / Tennhardianer
Eine kleine Gruppe von Anhänger der Schriften von Johann Tennhardt (1661–1720), die ungefähr im geografischen Dreieck Creglingen, Dinkelsbühl und Crailsheim verortet wurde, traten als kirchlich-separatistische Gruppe um 1843–1844 in stark schwärmerischer und schroffer Opposition zur evangelischen Amtskirche der Zeit (vgl. u. a. den Donatismus) in Erscheinung, indem sie die Parusie in ihrer Zeit erwarteten (vgl. Millerbewegung in den USA). Der zeitgenössische evangelische Theologe Christian Palmer beurteilte die sogenannten „Creglinger“ kritisch: „… [sie] trugen als Verlobte des Herrn keine Kopfbedeckung und schoren das Haar nicht, daher sie ein wildes Aussehen bekamen; dieses Judaisieren verriethen sie noch mehr durch das Halten des Samstags statt des Sonntags, durch Verwerfung des Schweinefleisches u. dergl.“
Die noch wenigen verbliebenen und zum Teil hochbetagten Anhänger, z. B. aus Roßbürg, schlossen sich Ende des 19. Jahrhunderts den Siebenten-Tags-Adventisten an.

### (Getaufte) Christen-Gemeinde
Frühe freikirchlich-baptistische Gemeindegründungen unter Friedrich Herring und Johann Heinrich Lindermann ab 1852 im Rheinland und im Bergischen Land führten im Verlauf ihrer theologischen Entwicklung in den 1850er Jahren den Sabbat (Sonnabend) als biblischen Ruhetag ein. Ab 1875 gingen wesentliche Teile der Mitglieder schrittweise zu den Siebenten-Tags-Adventisten über.

### Apostolisch-Christliche Gemeinde
Die vom ostpreußischen Tischler und ursprünglichen Baptisten Julius Stangnowski (1824–1892) im Jahr 1863 gegründete Gemeinde fokussierte spätestens ab 1873 auf das Halten des biblischen Sabbats (Sabbatobservanz). Ihre Verbreitung erstreckte sich von Ostpreußen bis in das Ruhrgebiet. Nach dem Tod von Stangnowski schlossen sich wesentliche Teile den Siebenten-Tags-Adventisten an. Apostolisch-Christliche Gemeinden waren in der BRD bis in die 1970er Jahre nachweisbar.

### Anhänger von Messiasanwärtern
Auch die Anhänger des selbsternannten Messias Schabbtai Zvi werden Sabbatianer (oder Dönme) genannt. In der Türkei sind tatsächliche oder vermeintliche Mitglieder dieser Sabbatianer häufig Gegenstand von Verschwörungstheorien. Denselben Namen führen auch die Anhänger der Joanna Southcott.

## Heutige sabbathaltende Gruppen
Den Sabbat aus einer Endzeiterwartung heraus halten die um 1650 in England entstandenen Siebenten-Tags-Baptisten und die 1863 gegründeten Siebenten-Tags-Adventisten – zwei evangelische Freikirchen –, die Gemeinschaft der Freien Bibelforscher sowie die jüdisch-messianischen Gemeinden (eine Gemeinschaft aus Juden und Nichtjuden, die an den Messias Yeshua (Jesus) glauben und weiterhin an jüdischen Bräuchen festhalten). 
Außerdem hält die aus Russland stammende judaisierte Religionsgruppe der Subbotniki den Sabbat ein. Der Name dieser Gruppe leitet sich dabei vom russischen Wort subbota (суббота; wörtlich: Samstag) ab.